# 齋藤正章
齋藤 正章（さいとう まさあき、1967年〈昭和42年〉 - ）は、日本の経済学者・会計学者。放送大学「社会と産業」コース准教授、放送大学大学院文化科学研究科修士課程・後期博士課程准教授。

## 来歴
新潟県出身。1990年早稲田大学社会科学部卒業。1995年早稲田大学大学院商学研究科博士課程単位取得退学。放送大学助教授から准教授。専攻：会計学・管理会計論

## 著作

### 単著
- 『簿記入門』放送大学教育振興会〈放送大学教材〉、2002年3月。ISBN 9784595113673。
  - 『簿記入門』（改訂版）放送大学教育振興会〈放送大学教材〉、2006年3月。ISBN 9784595306273。
- 『管理会計』放送大学教育振興会〈放送大学教材〉、2010年3月。ISBN 9784595312083。
  - 『管理会計』（改訂版）放送大学教育振興会〈放送大学教材〉、2014年3月。ISBN 9784595314919。
  - 『管理会計』（3訂版）放送大学教育振興会〈放送大学教材〉、2018年3月。ISBN 9784595318832。
  - 『管理会計』（新版）放送大学教育振興会〈放送大学教材〉、2022年3月。ISBN 9784595323447。
- 『初級簿記』放送大学教育振興会〈放送大学教材〉、2010年3月。ISBN 9784595312090。
  - 『初級簿記』（改訂版）放送大学教育振興会〈放送大学教材〉、2016年3月。ISBN 9784595316296。
- 『簿記入門』放送大学教育振興会〈放送大学教材〉、2022年3月。ISBN 9784595323430。

### 執筆担当
- 小川洌 編『会計情報の変革』中央経済社、1999年8月。ISBN 9784502167959。
  - 担当：「第8章 標準原価計算」「第10章 工場会計の独立」
- 日本管理会計学会 編『管理会計学大辞典』中央経済社、2000年9月。ISBN 9784502217760。
  - 担当：「業績評価会計」
- 大塚宗春、宮本順二朗 編『ビジネス・ファイナンス論』学文社〈21世紀経営学シリーズ 7〉、2003年9月。ISBN 9784762012204。
  - 担当：第6章「ビジネス・ファイナンスのセグメント別情報分析」、第13章「投資意思決定-資本予算-」
- 石塚博司 編『会計情報の現代的役割』白桃書房、2005年7月。ISBN 9784561361596。
  - 担当：第6章「業績指標の選択と業績管理会計の課題」
- 佐々木弘、奥林康司、原田順子『経営学入門』放送大学教育振興会〈放送大学教材〉、2007年4月。ISBN 9784595307393。
  - 担当：第10章「企業の資金調達」、第11章「財務情報の活用」、第12章「企業評価」

### 共著
- 三代澤経人、齋藤正章『社会の中の会計』放送大学教育振興会〈放送大学教材〉、2000年3月。ISBN 9784595846236。
  - 齋藤正章、石川純治『社会の中の会計』（新訂）放送大学教育振興会〈放送大学教材〉、2012年3月。ISBN 9784595313660。
- 小池和彰、井出健二郎、齋藤正章、有元知史、福島隆『中級商業簿記』片山覚監修、創成社、2001年5月。ISBN 9784794411877。
  - 小池和彰、井出健二郎、齋藤正章、有元知史、福島隆『中級商業簿記』片山覚監修（改訂版）、創成社、2003年3月。ISBN 9784794412256。
  - 奥西康宏、小池和彰、齋藤正章、福島隆『新・中級商業簿記』創成社、2019年3月。ISBN 9784794415325。
- 佐藤紘光、飯泉清、齋藤正章『株主価値を高めるEVA経営』中央経済社、2002年1月。ISBN 9784502360404。
  - 佐藤紘光、飯泉清、齋藤正章『株主価値を高めるEVA経営』（第2版）中央経済社、2008年11月。ISBN 9784502662805。
- 佐藤紘光、齋藤正章『管理会計』（新訂）放送大学教育振興会〈放送大学教材〉、2003年3月。ISBN 9784595236372。
  - 佐藤紘光、齋藤正章『管理会計』（改訂新版）放送大学教育振興会〈放送大学教材〉、2006年3月。ISBN 9784595306303。
- 奥村輝夫、齋藤正章、井出健二郎『原価計算』新世社〈会計学叢書introductory〉、2007年11月。ISBN 9784883841158。
- 石川純治、齋藤正章『現代の会計』放送大学教育振興会〈放送大学教材〉、2008年3月。ISBN 9784595308505。
- 齋藤正章、阿部圭司『ファイナンス入門』放送大学教育振興会〈放送大学教材〉、2012年3月。ISBN 9784595313646。
  - 齋藤正章、阿部圭司『ファイナンス入門』（改訂版）放送大学教育振興会〈放送大学教材〉、2017年3月。ISBN 9784595317330。
  - 齋藤正章、阿部圭司『ファイナンス入門』（3訂版）放送大学教育振興会〈放送大学教材〉、2023年3月。ISBN 9784595324116。
- 齋藤正章、蟹江章『現代の内部監査』放送大学教育振興会〈放送大学教材〉、2017年3月。ISBN 9784595317316。
  - 齋藤正章、蟹江章『現代の内部監査』（改訂版）放送大学教育振興会〈放送大学教材〉、2022年3月。ISBN 9784595323423。

### 編著
- 『現代ファイナンス入門』放送大学教育振興会〈放送大学教材〉、2003年3月。ISBN 9784595847882。

### 共編著
- 河合明宣、齋藤正章『NPOマネジメント』放送大学教育振興会〈放送大学教材〉、2007年4月。ISBN 9784595307386。
  - 河合明宣、齋藤正章『NPOマネジメント』（改訂版）放送大学教育振興会〈放送大学教材〉、2011年3月。ISBN 9784595312755。
  - 河合明宣、齋藤正章『NPOマネジメント』（新訂版）放送大学教育振興会〈放送大学教材〉、2017年3月。ISBN 9784595317309。
- 吉森賢、齋藤正章『コーポレート・ガバナンス』放送大学教育振興会〈放送大学教材〉、2009年3月。ISBN 9784595139130。
- 齋藤正章、蟹江章『組織運営と内部監査』放送大学教育振興会〈放送大学教材〉、2009年3月。ISBN 9784595309298。
  - 齋藤正章、蟹江章『組織運営と内部監査』（改訂版）放送大学教育振興会〈放送大学教材〉、2013年3月。ISBN 9784595314339。